# Skorpe (geologi)
 For alternative betydninger, se Skorpe. (Se også artikler, som begynder med Skorpe)
 Der er for få eller ingen kildehenvisninger i denne artikel, hvilket er et problem. Du kan hjælpe ved at angive troværdige kilder til de påstande, som fremføres i artiklen.

En skorpe er i geologiens en planets yderste fast lag.

## Jordens skorpe
Skorpen er navnet på Jordens yderste faste lag. Skorpen er forholdsvis tynd, 10-40 km, og består af omkring 13 tektoniske plader, delt op i kontinentalplader (40%) og oceanbundsplader (60%), der bevæger sig (bortset fra Afrika).[kilde mangler] Skorpen er tykkere (op til 70 km) under bjerge end under oceaner. Skorpen er stort set fast i modsætning til den underliggende kappe pga. mangel på varme. Nogle steder er den dog flydende som følge af vulkansk aktivitet. På skorpen findes størstedelen af jordens vand, og de fleste organismer lever desuden på den, mens resten lever helt eller delvist i atmosfæren.
Målt efter masse er de tre mest betydende grundstoffer i Jordens skorpe oxygen (46,6%), silicium (27,7%) og aluminium (8,1%). Der er mere SiO2 i skorpen end i resten af Jorden. Den nederste grænse er defineret ved Moho (Mohorovičić diskontinuiteten), hvor hastigheden af de seismiske bølger brat øges (P-bølger fra 6-7 til 8 km/s).[kilde mangler]

## Månens skorpe
Månens skorpe består mestendels af aluminiumoxid. Da Månen ikke længere er geologisk aktiv, er her ingen aktive vulkaner.

## Mars' skorpe
Mars' skorpe er geologisk aktiv, men har ingen tektoniske plader, hvilke fører til forholdsvis sjældne, men voldsomme, vulkanudbrud.

## Venus' skorpe
Venus har på nuværende tidspunkt en skorpe, men man mener, den tidligere er smeltet pga. planetens høje temperatur.
| Naturvidenskab | Spire Denne naturvidenskabsartikel er en spire som bør udbygges. Du er velkommen til at hjælpe Wikipedia ved at udvide den. |